# Morgan & Morgan
Morgan & Morgan est un cabinet d'avocats américain. Fondé en 1988 par John Morgan, il a son siège à Orlando, en Floride. Alors que Morgan & Morgan était historiquement considéré comme un cabinet spécialisé dans les dommages corporels, les fautes médicales et les recours collectifs, il a également étendu ses pratiques à d'autres domaines de services juridiques. Le cabinet a des bureaux dans les 50 États américains et à Washington, D.C.

## Histoire
Le cabinet a été créé en 1988 par John Morgan et ses partenaires Stewart Colling et Ron Gilbert. Depuis ses débuts, le siège de la société se trouve à Orlando, en Floride.
En 1989, le cabinet a commencé à faire de la publicité à la télévision et à la radio. En 2005, Morgan a racheté la part de ses partenaires dans la société et a rebaptisé le cabinet « Morgan & Morgan », ajoutant également sa femme Ultima en tant qu'associée. Comme le cite l'Orlando Sentinel, « John Morgan et ses partenaires avaient un différend fondamental sur la croissance et l'expansion du cabinet d'avocats dans toute la Floride à l'époque ».
Au début des années 2000, le cabinet s'est étendu à toute la Floride avec 420 employés, et en 2013, la société comptait 260 avocats parmi 1 800 employés en Floride, en Géorgie, au Mississippi, au Kentucky et à Manhattan,.
En janvier 2011, Charlie Crist a rejoint le bureau de Tampa de Morgan & Morgan après avoir exprimé le souhait de revenir dans le domaine juridique pendant la dernière semaine de son mandat de gouverneur de Floride. M. Crist a travaillé principalement dans le secteur des recours collectifs du cabinet en tant qu'avocat spécialisé dans les litiges complexes, faisant office de « faiseur de pluie » pour le cabinet. En novembre 2016, après avoir passé près de six ans au sein du cabinet, il a été élu représentant de la 13ème circonscription congressionnelle de Floride. En février 2018, Brad Slager de Sunshine State News a cité des preuves que Morgan & Morgan « tentait d'effacer toutes les preuves » de sa relation avec Crist maintenant qu'il était un « nouveau membre du Congrès » avec « peu ou pas de pouvoir ».
En 2018, le cabinet a reçu plus de deux millions d'appels téléphoniques et signait 500 nouveaux dossiers par jour. Cette même année, le cabinet a perçu 1,5 milliard de dollars de règlements et a dépensé 130 millions de dollars à l'échelle nationale en publicité. John Morgan a été l'un des premiers cabinet d’avocats à faire de la publicité dans les annuaires téléphoniques et dans les spots télévisés.
En 2021, Morgan a licencié la moitié du service marketing de son cabinet. Cette purge est intervenue à la suite d'une campagne publicitaire nationale controversée de Morgan & Morgan, intitulée « Size Matters » (la taille compte), qui visait à faire connaître la grande taille du cabinet, mais qui a été critiquée comme étant une plaisanterie inappropriée. Les employés licenciés avaient critiqué les implications phalliques de la campagne publicitaire,.
En 2023, le cabinet d'avocats comptait plus de 3 000 employés, dont 800 avocats dans 50 états et à Washington,.

## Affaires notables

### R.J. Reynolds Tobacco Company
Le cabinet d'avocats a obtenu gain de cause dans un important procès contre R.J. Reynolds Tobacco Company, le deuxième plus grand cigarettier des États-Unis (derrière Altria), après des années de procédure. L'affaire a été traitée au nom de la veuve et du fils d'Arthur Brown. M. Brown est décédé à la suite de complications liées à la consommation de tabac. Les avocats de Morgan & Morgan ont soutenu que le client avait été induit en erreur par les campagnes de marketing du fabricant de tabac qui promouvait des « produits du tabac plus sûrs », et que le fabricant avait « frauduleusement dissimulé ou conspiré pour dissimuler des informations sur les effets à long terme du tabagisme sur la santé ». Le tribunal a ordonné à R.J. Reynolds Tobacco Company de verser 5 millions de dollars de dommages économiques et 8,5 millions de dollars de dommages punitifs à la famille de la victime,,.

### Amendements de la Floride
Le 2016 Florida Amendment Act était une campagne politique et juridique visant à autoriser l'utilisation de la marijuana à des fins médicales. En 2013, Morgan & Morgan a lancé l'initiative visant à modifier la Constitution de la Floride afin d'autoriser l'usage de la marijuana à des fins médicales. Le cabinet a dépensé plus de 15 millions de dollars pour soutenir le changement et a organisé la campagne United for Care pour promouvoir le « oui »,,,.
Le 2020 Florida Amendment 2 était une initiative visant à promouvoir un amendement à la Constitution de la Floride qui a été adopté le 3 novembre 2020, par le biais d’un référendum à l’échelle de l’État. Morgan & Morgan a été l’un des principaux donateurs du comité politique « Florida for a Fair Wage », en donnant la majeure partie des 4,15 millions de dollars collectés par la campagne. Pour être adopté, l'amendement devait recueillir 60 % du vote populaire. En conséquence, le salaire horaire minimum dans l'État de Floride devrait passer à 15 dollars d'ici à 2026,,,.

### Exactis
Le recours collectif contre Exactis a été déposé par les cabinets d'avocats Morgan & Morgan, DiCello Levitt & Casey et Robbins Geller Rudman & Dowd en 2018 après avoir allégué une violation de données affectant 230 millions d'américains et 110 millions d'entreprises,.

### Healogics Inc
Après que Morgan & Morgan a intenté une action en justice, la société Healogics Inc., basée en Floride, a accepté de payer 22,51 millions de dollars pour régler les allégations du False Claims Act selon lesquelles elle aurait sciemment facturé à Medicare des services inutiles pour ses patients. L'affaire a été réglée en 2018,,.

### Les montagnes russes de Daytona Beach
Morgan & Morgan, ainsi que d'autres cabinets d'avocats, ont représenté des victimes de l'accident des montagnes russes Sand Blaster qui s'est produit le 15 juin 2018 sur la promenade de Daytona Beach, lorsque les montagnes russes ont déraillé, provoquant un incident majeur,,.

### Bethenny Frankel contre TikTok Inc
L'affaire Bethenny Frankel vs TikTok Inc a été déposée le 6 octobre 2022 auprès du tribunal de première instance des États-Unis pour le district sud de New York, après que l'ancienne actrice de télé-réalité Bethenny Frankel a appris que « ses images et son contenu vidéo étaient utilisés pour vendre des produits contrefaits ». L'action en justice se fonde sur la technologie de TikTok, propriété de la société chinoise ByteDance, qui permet aux utilisateurs de créer de fausses images et vidéos dans lesquelles Bethenny Frankel apparaît pour promouvoir divers biens et services, en violation du droit à l'image de Bethenny Frankel. Comme le cite Bloomberg Law : « Bethenny Frankel a demandé, en son nom et au nom d'un nombre inconnu d'individus dans tout le pays dont les personas ont été abusés de la même manière, que TikTok viole le droit à l'image des membres du groupe et se livre à une concurrence déloyale ; qu'une injonction soit prononcée ; que TikTok soit tenu de se débarrasser du matériel et des copies de tout matériel contenant ou reflétant des informations dérivées des personas, voix, contenus et/ou ressemblances de Bethenny Frankel et des membres du groupe ». Le recours collectif et la question des droits du public et des produits contrefaits ont attiré l'attention des principaux médias, dont le Washington Post, Reuters, Bloomberg News, The Hollywood Reporter et Newsweek, parmi beaucoup d'autres,,.

### Fusillade de Chesapeake
À la suite de la fusillade dans un supercentre Walmart en Virginie, des employés ont intenté deux actions en justice de 50 millions de dollars contre la société. Selon les plaignants, Walmart a négligé ses obligations en matière de sécurité du personnel, car des plaintes ont été déposées à plusieurs reprises auprès de la direction de l'entreprise concernant le comportement harcelant et violent du tireur au cours de son emploi,.

### Violation des données d'Equifax
La violation de données d'Equifax s'est produite en 2017 au sein de l'agence américaine de crédit Equifax. Les données privées de 147,9 millions d'américains, de 15,2 millions de citoyens britanniques et d'environ 19 000 citoyens canadiens ont été compromises lors de la violation, ce qui en fait l'un des plus grands cybercrimes liés à l'usurpation d'identité. Dans le cadre d'un accord avec la Commission fédérale du commerce des États-Unis, Equifax a offert aux utilisateurs concernés des fonds de règlement et une surveillance gratuite de leur solvabilité,. Des recours collectifs ont été déposés,.

### Fuite de gaz à Aliso Canyon
La fuite de gaz d'Aliso Canyon (également appelée fuite de gaz de Porter Ranch) est une fuite massive de gaz naturel dans les montagnes de Santa Susana, près de Porter Ranch, à Los Angeles. Découverte en octobre 2015, le gaz s'échappait d'un puits de pétrole situé dans l'installation de stockage souterrain d'Aliso Canyon. Cette deuxième plus grande installation de stockage de gaz de ce type aux États-Unis appartient à la Southern California Gas Company (SoCal Gas), une filiale de Sempra Energy. En 2021, SoCal Gas et sa société mère se sont engagées à verser 1,8 milliard de dollars pour régler plus de 35 000 plaintes déposées par des résidents et des entreprises touchés par la fuite de gaz, dans le cadre de l'accord le plus important de Californie en matière de responsabilité civile environnementale.

### Déraillement d'un train dans l'Ohio
Un déraillement de train s'est produit en février 2023, lorsque 38 wagons d'un train de marchandises Norfolk Southern transportant des matières dangereuses ont déraillé à East Palestine, dans l'Ohio. Plusieurs wagons ont brûlé pendant plus de deux jours. Les équipes de secours ont ensuite procédé à un brûlage contrôlé de plusieurs wagons qui ont libéré du chlorure d'hydrogène et du phosgène dans l'air. Les habitants situés dans un rayon de 1,6 km ont été évacués et des organismes de l'Ohio, de Pennsylvanie et de Virginie-Occidentale ont mis en place une intervention d'urgence. Une action en justice a rapidement été intentée,.

## Engagement politique
Morgan & Morgan a versé 1,5 million de dollars en faveur d'une proposition d'amendement constitutionnel en Floride visant à porter le salaire horaire minimum à 15 dollars. L'hebdomadaire Orlando Weekly a rapporté que certains employés de Morgan & Morgan gagnaient moins de 15 dollars de l'heure. Interrogé par Orlando Weekly, John Morgan a déclaré que bon nombre des employés de son centre d'appel commençaient avec un salaire annuel de 25 000 dollars.